# Chaetabraeus andrewesi
Chaetabraeus andrewesi är en skalbaggsart som beskrevs av Yves Gomy 1984. Chaetabraeus andrewesi ingår i släktet Chaetabraeus och familjen stumpbaggar. Inga underarter finns listade i Catalogue of Life.